# (13062) Podarkes
(13062) Podarkes (1991 HN) – planetoida z grupy trojańczyków okrążająca Słońce w ciągu 11,61 lat w średniej odległości 5,12 j.a. Odkryta 19 kwietnia 1991 roku.